# Fikcje
Fikcje – miesięcznik katowickiego Śląskiego Klubu Fantastyki, wydawany w latach 1983-1988. Był obok  Fantastyki drugim profesjonalnym czasopismem zajmującym się fantastyką i SF w Polsce. Początkowy nakład wynosił 1000 egzemplarzy, zwiększony wkrótce – wobec dużego zainteresowania – do trzech tysięcy.
Kolportowano je na południu kraju w kioskach Ruchu. Redaktorem naczelnym był Piotr Kasprowski, członkami redakcji: Piotr W. Cholewa, Andrzej Wolski i Andrzej Kowalski. Ukazały się 53 numery pisma oraz zeszyt specjalny zawierający dokończenie powieści Gwiezdne wojny i nowelizację piątego epizodu serii Imperium kontratakuje.
Na Euroconie ‘86 w Zagrzebiu otrzymały nagrodę dla najlepszego fanzinu w Europie, jako drugie czasopismo z Polski wyróżnione tą nagrodą (wcześniej zdobył ją Kwazar).
Wydawanie Fikcji zakończono w 1988 roku ze względów finansowo-organizacyjnych.